# 13P/Olbers
13P/Olbers, komet komet Halleyjeve vrste, objekt blizu Zemlji.